# Jennings (Missouri)
Jennings és una població dels Estats Units a l'estat de Missouri. Segons el cens del 2000 tenia 15.469 habitants.

## Demografia
Segons el cens del 2000, Jennings tenia 15.469 habitants, 6.174 habitatges, i 4.081 famílies. La densitat de població era de 1.618,6 habitants per km².
Dels 6.174 habitatges en un 35,3% hi vivien nens de menys de 18 anys, en un 29,2% hi vivien parelles casades, en un 31,5% dones solteres, i en un 33,9% no eren unitats familiars. En el 30,4% dels habitatges hi vivien persones soles l'11,6% de les quals corresponia a persones de 65 anys o més que vivien soles. El nombre mitjà de persones vivint en cada habitatge era de 2,5 i el nombre mitjà de persones que vivien en cada família era de 3,12.
Per edats la població es repartia de la següent manera: un 30,4% tenia menys de 18 anys, un 9% entre 18 i 24, un 29,2% entre 25 i 44, un 20,3% de 45 a 60 i un 11,1% 65 anys o més.
L'edat mediana era de 33 anys. Per cada 100 dones de 18 o més anys hi havia 72,2 homes.
La renda mediana per habitatge era de 29.196 $ i la renda mediana per família de 33.761 $. Els homes tenien una renda mediana de 28.697 $ mentre que les dones 25.013 $. La renda per capita de la població era de 15.820 $. Entorn del 16% de les famílies i el 19% de la població estaven per davall del llindar de pobresa.

## Poblacions més properes
El següent diagrama mostra les poblacions més properes.